# Carex misera
Carex misera là một loài thực vật có hoa trong họ Cói. Loài này được Buckley mô tả khoa học đầu tiên năm 1843.